# Бадья крови
«Бадья крови» или «Ведро крови» (англ. A Bucket of blood) — американский комедийный триллер режиссёра Роджера Кормана.

## Сюжет
Главный герой решает заняться деятельностью скульптора. Однако он не имеет совершенно никакого таланта в этом деле. Однажды герой случайно убивает кота и решает обмазать его глиной. Скульптура получается очень реалистичной. Тогда герой начинает убивать животных и делать из них фигуры. Затем он берётся за людей. К новоявленному скульптору быстро приходит слава. Никто не подозревает, какую страшную тайну скрывает его творчество.

## Ремейк
В 1995 году вышел телевизионный ремейк, спродюсированный Корманом. В написании сценария также участвовал Чарльз Гриффит.